# Eddie Van Halen
Edward Lodewijk van Halen,  ismertebb nevén Eddie Van Halen (Amszterdam, Hollandia, 1955. január 26. – Santa Monica, Kalifornia, 2020. október 6.) holland születésű amerikai gitáros, billentyűs és producer, a Van Halen nevű zenekar alapítója és gitárosa. A 20. század egyik nagy hatású gitárosa. Zenekarával, a Van Halennel 1978-ban adták ki első lemezüket, mellyel megváltoztatták a rockgitározás arculatát.

## Kezdetek
A két Van Halen testvér, Edward és Alex Hollandiában született, majd 1962-ben költözött át a család a kaliforniai Pasadenába. Édesapjuk, Jan Van Halen már Európában is aktív zenész volt, klarinétozott, szaxofonozott, így nem csoda, hogy a fiúk is korán elkezdtek zenélni. Már az általános iskolában is volt zenekaruk, a The Broken Combs, amelyben Edward zongorázott, Alex pedig szaxofonozott. Nem sokkal később Edward dobolni kezdett, Alex pedig flamenco gitárleckéket vett, de hamar kiderült, hogy ha cserélnek, mindenki jobban jár. Középiskolás zenekaruk a Genesis nevet viselte, ahol már a rádiós slágerek mellett legendás rockdalokat is előadtak, főként Cream-klasszikusokat, mivel Eddie legnagyobb példaképe ekkortájt Eric Clapton volt. Robin "Rudy" Leirin, Edward gitártechnikusa így emlékezett vissza a fiatal Edwardra: Hihetetlen volt, hogy egy korunkbeli srác hangról hangra nyomja Clapton témáit. Aztán Mammoth lett a zenekar neve és a helyi templom pincéjében játszották minden nap a Hendrix- és Cream-dalokat, hétvégén pedig játszottak, ahol csak tudtak: iskolákban, partikon, alkalmanként még a barátok nappalijában is. Edwardot végül kirúgták az iskolából joint birtoklása miatt, de ekkor már a hollywoodi klubokat célozták meg, az új énekessel, David Lee Roth-szal. Michael Anthony basszusgitáros csatlakozásával jött létre a legendás felállás, először egy Black Sabbath-szám nyomán Rat Salade, majd Van Halen néven.

## A gitársztár

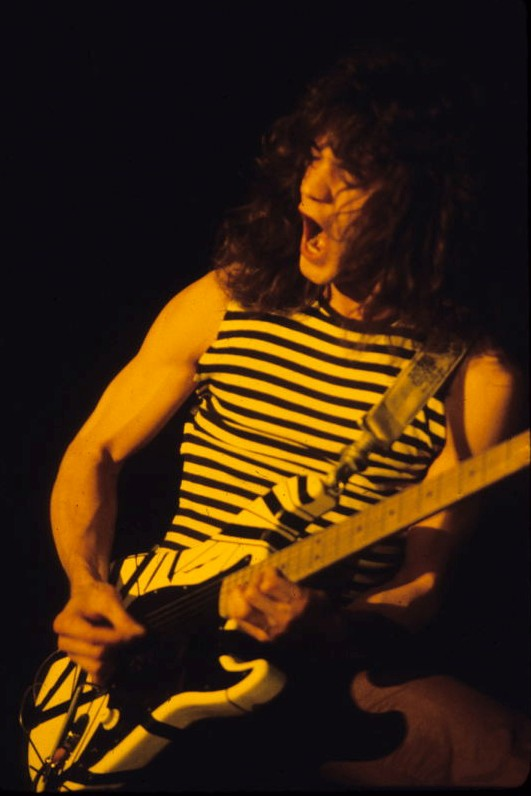
1977-es New Haven-i koncerten

Eddie Van Halen ekkor kezdett dolgozni a kétkezes tapping technikán, ami nemsokára védjegyévé vált. Hamar a környék legjobb gitárosaként kezdték tisztelni. Ron Masterjohn rajongó a korai Van Halen-koncertekről: Eddie olyan dolgokat játszott a gitáron, mint senki más. Tökösen, telten szólt a gitárja, korábban sosem hallott hangerővel, pedig nem egyszer a fal felé fordította az erősítőjét. Ebben az időben javasolta neki Alex, hogy a kétkezes, tappingelős trükkjeit háttal a közönségnek játssza, nehogy valaki lemásolja. A zenekar 1978-ban adta ki első lemezét, melyen Eddie forradalmasította a gitározást. Kiutat mutatott a bluesból, akkoriban hihetetlennek számító sebességével és tapping trükkjeivel hamar az 1980-as évek első felének legnépszerűbb gitárosa lett. 1979-ben a Guitar Player olvasói az Év Gitárosának választották meg az ekkor még csak 24 éves Edwardot, aki olyan gitárosokat előzött így meg, mint Jimmy Page, Carlos Santana, Steve Howe, majd öt éven át mindig ő kapta a legtöbb szavazatot. "Eruption" című szólója második helyezést ért el a Guitarist magazin listáján, ahol a 100 legjobb gitárszólót listázták.

## A Frankenstrat

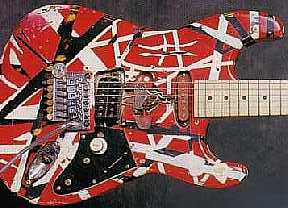
A Frankenstrat

Mivel a Gibson hangját szerette volna Stratocaster-jellegű, kényelmes testű, vibrátókaros hangszerből hallani, saját gitárok építésébe fogott. Végül egy Fender Stratocaster testbe húrláb-hangszedőnek Gibson PAF pick-upot helyezett. Ez a hangszer a legendás Frankenstrat volt, egy olcsó, használt alkatrészekből házilag összefabrikált gitár, amit először feketére, majd fehérre fújt Schwinn bringafestékkel, végül vörösre pingálta, kiegészítve fekete és fehér kriksz-krakszokkal. A hangszer testét szigetelőszalag csíkokkal ragasztotta tele, ami szintén védjegyévé vált. Ez a gitár látható az első Van Halen album borítóján is, és az első érában ez volt a meghatározó hangszere. Érdekesség, hogy a kettes lemez hátsó borítóján látható fekete-sárga csíkozású "méhecske" gitárja ma már Dimebag Darrell koporsójában van.

## A fénykor után
Zenekara a Van Halen, a 80-as évek egyik legsikeresebb rockcsapata volt, mely sikerét még Sammy Hagar csatlakozása után is meg tudta őrizni. A zenekarban mindig is nagy egók csaptak össze, így 1996-ban Sammy Hagar kilépett. Ezt követően jött egy kevésbé aktív korszak egy gyengébben sikerült lemezzel (Van Halen III), és egy új énekessel (Gary Cherone). Alkoholproblémáit igazából a mai napig nem sikerült legyőznie, de a feleségével Valerie Bertinelli-vel is gondjai akadtak, később el is váltak. A régi tagokkal sincs jóban, hiszen a '96-os David érás újjáalakulás is megbukott, valamint a 2004-es Sammy Hagar féle reunion se tartott sokáig.

## Utolsó évek

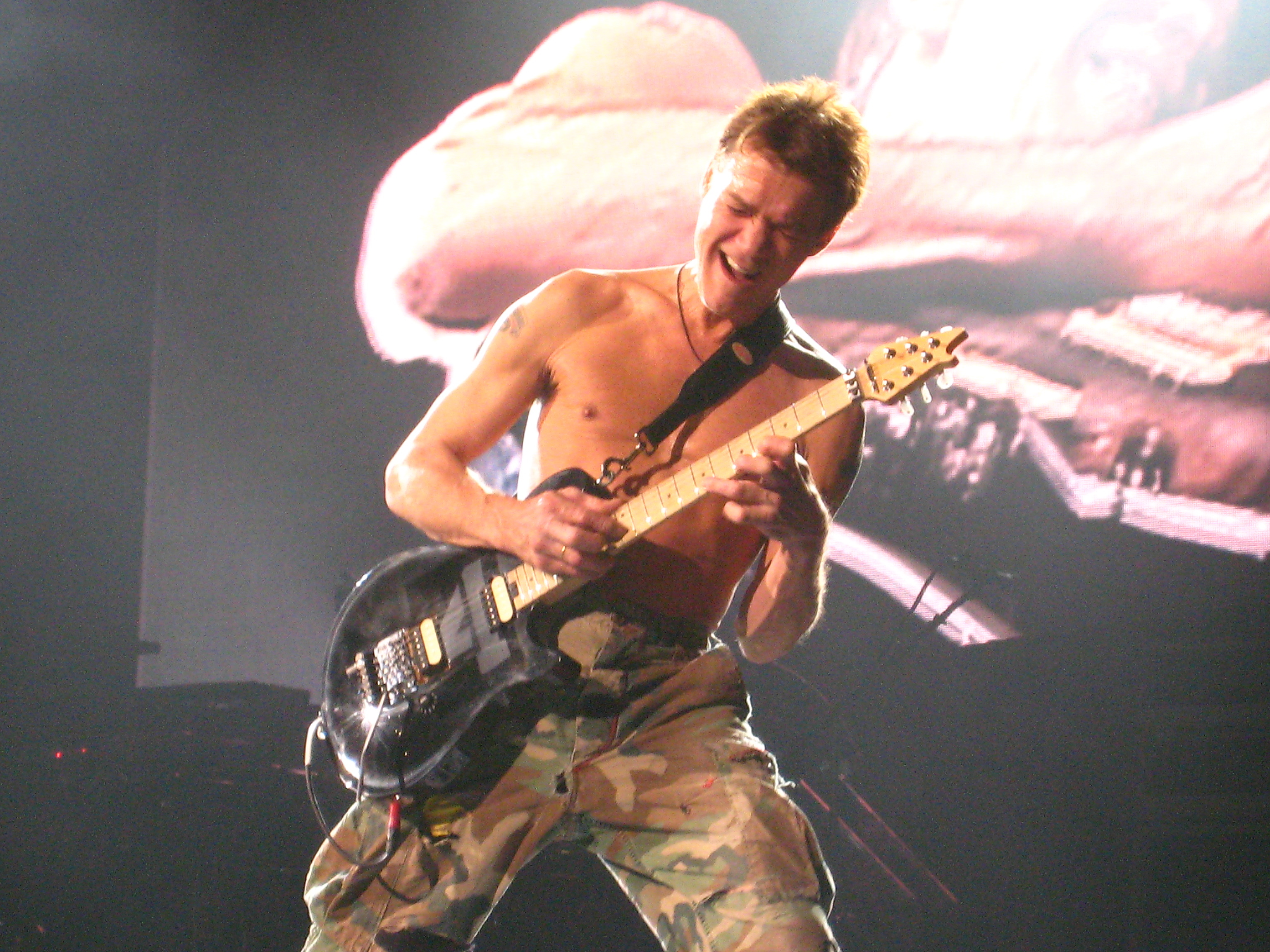
2007-ben

2007-ben újra színpadra állt a zenekarral egy óriási sikerű USA turné alkalmával az alábbi felállással: David Lee Roth, Alex Van Halen, Eddie Van Halen, valamint akkor 15 éves fia Wolfgang Van Halen.

## Stílusa
Stílusa meghatározta a 80-as évek rock/metal gitározását, számos követője akadt, de hatása még ma is jelentős. A tapping-technika kifejlesztésével szerzett érdemeket, de precíz frázisaival, staccato riffjeivel, harmónia és dallamvilágával is hozzájárult hírnevéhez.
A 90-es évek elején saját gitárszériát tervezett az Ernie Ball cégnél, mielőtt az évtized közepén a Peavey-hez szerződött volna. A sebességcentrikus gitározás előfutára, melyet olyan későbbi játékosok fejlesztettek tovább, mint Yngwie Malmsteen, Paul Gilbert, George Lynch, Tony MacAlpine stb. A tapping-technikája pedig többek közt Stanley Jordan, Jeff Wattson (ex-Night Ranger) fejlesztéseiben él tovább.
Hatása szinte felbecsülhetetlen, számos zenész nevezi meg példaképei közt, például Paul Gilbert, Zakk Wylde, Dimebag Darrell, Trey Azagthoth, Mike Einziger, Ron Thal, David Readman, Doug Aldritch, Reb Beach, vagy Derek Sherinian.

## Felszerelés
- Gitárok: Peavey Wolfgang modell
- Erősítő: 6 db Peavey 5150 EVH erősítő. Néha 100 wattos Marshall Super-Lead vagy HiWatt fejeket is használ.
- Pedálok: Boss OC-2 Octave, Boss SD-1 Super Overdrive, Custom Audio Electronics RS-10 MIDI Foo Controller, Dunlop Cry Baby Wah, MXR Phase 90 Phaser, MXR Stereo Flanger
- Rack-effektek: Custom Audio Electronic Amp Selector/Router, Eventide H3000/3500 Harmonizer, Lexicon PCM-70 Reverb, Palmer Speaker Simulator, Rockman Smart Gate Noise Gate, Roland SDE-3000 Digital Delay

## Diszkográfia
Stúdióalbumok
- 1978 – Van Halen
- 1979 – Van Halen II
- 1980 – Women and Children First
- 1981 – Fair Warning
- 1982 – Diver Down
- 1983 – 1984
- 1986 – 5150
- 1988 – OU812
- 1991 – For Unlawful Carnal Knowledge
- 1994 – Balance
- 1998 – Van Halen III
- 2012 – Different Kind of Truth

Valamint vendégként közreműködött Michael Jackson Beat It című számában, de dolgozott többek között Brian Mayjel, és Sammy Hagar szólólemezén is (I Never Said Goodbye).